# 中国民主促进会内蒙古自治区委员会
中国民主促进会内蒙古自治区委员会，简称民进内蒙古自治区委员会、民进内蒙古区委会、内蒙古民进，是中国民主促进会在内蒙古自治区的地方组织。